# Ficedula rufigula
El papamoscas gorgirrufo (Ficedula rufigula) es una especie de ave paseriforme de la familia Muscicapidae.

## Distribución geográfica y hábitat
Es endémica de las selvas de Célebes (Indonesia).

## Estado de conservación
Se encuentra amenazada por la pérdida de su hábitat natural.